# バトルドッジボール 闘球大激突!
『バトルドッジボール 闘球大激突!』（バトルドッジボール とうきゅうだいげきとつ）は、バンプレストが1991年7月20日に発売したスーパーファミコン用ソフト。

## 概要
SDにディフォルメされたロボットアニメや特撮作品のキャラクターが戦うクロスオーバー作品「コンパチヒーローシリーズ」の1つ。シリーズ内シリーズであるバトルドッジボールシリーズの第1作目に当たる。ガンダムシリーズ、ウルトラシリーズ、仮面ライダーシリーズおよびダイナミックプロのロボット作品のキャラクターがチームを組んでドッジボールで対決する。
選んだチームで他のチームと戦う「スーパーバトルリーグ」と、2Pとの対戦ができる「激闘対戦モード」、ストーリーを進める「真・闘球王伝説」がある。
2012年3月1日に発売された『グレイトバトル フルブラスト』の限定版に、本作をベースに新キャラクターと『バトルドッジボールII』の続編ストーリーを加えた『バトルドッジボール3』が付属された。

## システム
- 現実のドッジボールとはルールが異なり、相手のシュートがヒットしても即退場とはならないが、キャラクターごとに体力が数値として設定されており、シュートを受けることで減少、体力が0になると退場になる。
- 相手のシュートをキャッチするとキャッチしたキャラの画面下にあるゲージが増え、最低限必要なポイント(キャラ毎に消費ポイントが3～6の範囲内で固定されている)が貯まっている状態（この時ゲージが点滅する）でボールを持っていると、相手チーム全員に回避不能の大ダメージを与えることが可能なキャラ固有の必殺技を使用できる。但し、ボールは相手側のコートへ落下する。
- 登場キャラクターには「たいりょく」「ショット」「フットワーク」「ぼうぎょりょく」「ジャンプりょく」のステータスがあり、各能力値には個別にレベルと経験値(EX)が存在している。
  - スーパーバトルリーグでは敵チームに勝つごとに経験値を入手でき、それを使って好きなキャラの好きな能力値の経験値を自由に上げることでステータスの強化ができる。
  - 真・闘球王伝説では試合で入手したGPを使ってショップで能力値の経験値をアップさせるアイテムを買うことでステータスの強化ができる。こちらは外野のステータスの強化はできない。
- スーパーバトルリーグと激闘対戦モードではチームメイトを替えることでチームを強化できる。
  - スーパーバトルリーグでは敵チームに勝つとそのチームメンバーと自軍チームメンバーを1人だけ交代できる。ただし、内野と外野のポジションは変えられない。
- 強化したチームはセーブデータを用いたり、パスワードによってスーパーバトルリーグと激闘対戦モードで使用することができる。
- 真・闘球王伝説では最初に好きな内野キャラを1人選択し、外野は最初に選んだキャラが所属するチーム依存で以降固定される。
  - 選択した直後にZガンダムとのバトルが始まり、勝つとZガンダムが仲間になり、ゲーム本編が始まる。そのため、真・闘球王伝説の実質の初期メンバーは最初に選んだキャラ&Zガンダムとなる。
  - 真・闘球王伝説ではフィールドにいる固定シンボルエンカウント、または最終ステージ以外で低確率で登場する色付きの外野チームに勝利すると、そのチームメンバーを1人だけ内野として仲間にできる。ただし、メンバーの最大人数は8人で、8人いる状態でさらに加えようとすると誰かを外さなければならない。また、最初に選んだキャラを除き、全能力0の最弱状態で加わる。

## チーム&所属選手
各チームごとに選手のパラメータに偏りがあり、それがチームの特色となっている。初期能力の高さにも違いがあり、この項目で言う内野選手は左(ゲームでは上)から順に能力が高く、一番左(ゲームだと上)の選手がそのチームのリーダーとなっている。
なお＊印がついている選手は真・闘球王伝説の道中で仲間に加えることが不可能。使うなら最初の選手選択で選ぶしかない。

### SDガンダムヒーローズ
ガンダムシリーズのヒーローキャラクターで構成されたチーム。選手の能力は、バランスよく配分されている。
内野
＊ガンダムF91、Ζガンダム、ガンダムNT-1
外野
ジム

### ナイトドラゴンズ
騎士ガンダムシリーズのヒーローキャラクターで構成されたチーム。選手の能力は、防御力とフットワークが高めでジャンプ力が低い。
内野
ナイトガンダム、剣士ゼータ、法術士ニュー
外野
戦士ジェガン

### ウルトラファイターズ
ウルトラシリーズのヒーローキャラクターで構成されたチーム。選手の能力は、フットワークが高めで防御力が低い。
内野
ウルトラマングレート、ウルトラマンタロウ、ウルトラセブン
外野
ウルトラマン

### グレイテストライダーズ
仮面ライダーシリーズのヒーローキャラクターで構成されたチーム。選手の能力は、ジャンプ力とフットワークが高めになっている。
内野
＊仮面ライダーブラックRX、仮面ライダーアマゾン、仮面ライダーV3
外野
仮面ライダー1号

### ダイナミックマジンガーズ
ダイナミックプロのロボット作品のヒーローキャラクターで構成されたチーム。選手の能力は、防御力が高めでジャンプ力が低い。
内野
グレートマジンガー、マジンガーZ、ゲッターロボ
外野
ボスボロット

### モビルスーツキラーズ
ガンダムシリーズの悪役キャラクターで構成されたチーム。選手の能力は、ショットが高めでフットワークが低い。
内野
ビギナ・ギナ、サザビー、ジオング
外野
ザク

### モンスタークラッシャーズ
ウルトラシリーズの悪役キャラクターで構成されたチーム。選手の能力は、体力が高めでショットが低い。
内野
＊ゼットン、エースキラー、ゴモラ
外野
バルタン星人

### ショッカーイーグルス
仮面ライダーシリーズの悪役キャラクターで構成されたチーム。選手の能力は、ジャンプ力が高めで防御力が低い。
内野
シャドームーン、イカデビル、ガラガランダ
外野
ショッカー戦闘員

### バンプレ軍団
「真・闘球王伝説」で最後の敵として立ち塞がるチーム。コンパチヒーローシリーズのオリジナルキャラクターで構成されている。裏技を使用すれば「スーパーバトルリーグ」と「激闘対戦モード」にてプレイヤーチームとして使用できる。
内野
ネオ・ダークブレイン、ボーンファイター 、グレート雷門
外野
デブデダビデ

### ファイヤードラゴンズ
「真・闘球王伝説」でのプレイヤーチーム。

## サブキャラクター
仮面ライダーX
真・闘球王伝説に登場。ダコタ星で闘球王の三つの神器について教えてくれる。
ウルトラマンエース
真・闘球王伝説に登場。惑星ダイアナの住人で、惑星中の火山を噴火させてダイアナを死の星にしようと企むビギナ・ギナに困っている。
闘士ダブルゼータ
真・闘球王伝説に登場。帝星ダイクンの影屋敷で光のペンダントを護っており、プレイヤー達と姿やステータスが全く同じ影チームを使ってプレイヤーを試してくる。
旧ザク
真・闘球王伝説に登場。闇帝王ネオ・ダークブレインに仕えていたがそのやり方についていけず、逃げ出したものの重傷を負わされた。
闘球王ガーディアン
本作のオリジナルキャラクター。真・闘球王伝説に登場。遥か昔、世界を包もうとした闇を数々の奥義と三つの神器を使って封印した伝説の英雄。
ロア
コンパチヒーローシリーズのオリジナルキャラクター。他作品には登場しないアーマー姿をしており、全モードの試合で審判を勤める。また、真・闘球王伝説では SHOP「ロア」の店員としてマント姿で登場。
バンプレキッド
コンパチヒーローシリーズのオリジナルキャラクター。ロアと同様に全モードの試合で審判を勤める。

## 攻略本
- スーパーファミコン必勝法スペシャル バトルドッジボール 闘球大激突!